# 5716 Пікард
5716 Пікард (5716 Pickard) — астероїд головного поясу, відкритий 17 жовтня 1982 року.
Тіссеранів параметр щодо Юпітера — 3,514.